# Neurigona davshinica
Neurigona davshinica är en tvåvingeart som beskrevs av Negrobov 1987. Neurigona davshinica ingår i släktet Neurigona och familjen styltflugor. Inga underarter finns listade i Catalogue of Life.